# Port-en-Bessin, avant-port, marée haute
Port-en-Bessin, avant-port, marée haute est un tableau réalisé par le peintre français Georges Seurat en 1888. De format horizontal, cette huile sur toile est une marine qui représente l'avant-port de Port-en-Bessin, dans le Calvados, en Normandie. Exposée au Salon des indépendants en 1890, l'œuvre passe entre les mains de Paul Alexis et Paul Rosenberg avant d'entrer dans les collections publiques en 1952, quand elle est achetée sur les arrérages d'une donation anonyme canadienne. Elle est conservée au musée d'Orsay, à Paris.
Georges Seurat a représenté le village de pêcheurs à plusieurs reprises la même année, notamment dans Dimanche, Port-en-Bessin, conservé au musée Kröller-Müller, à Otterlo, aux Pays-Bas.

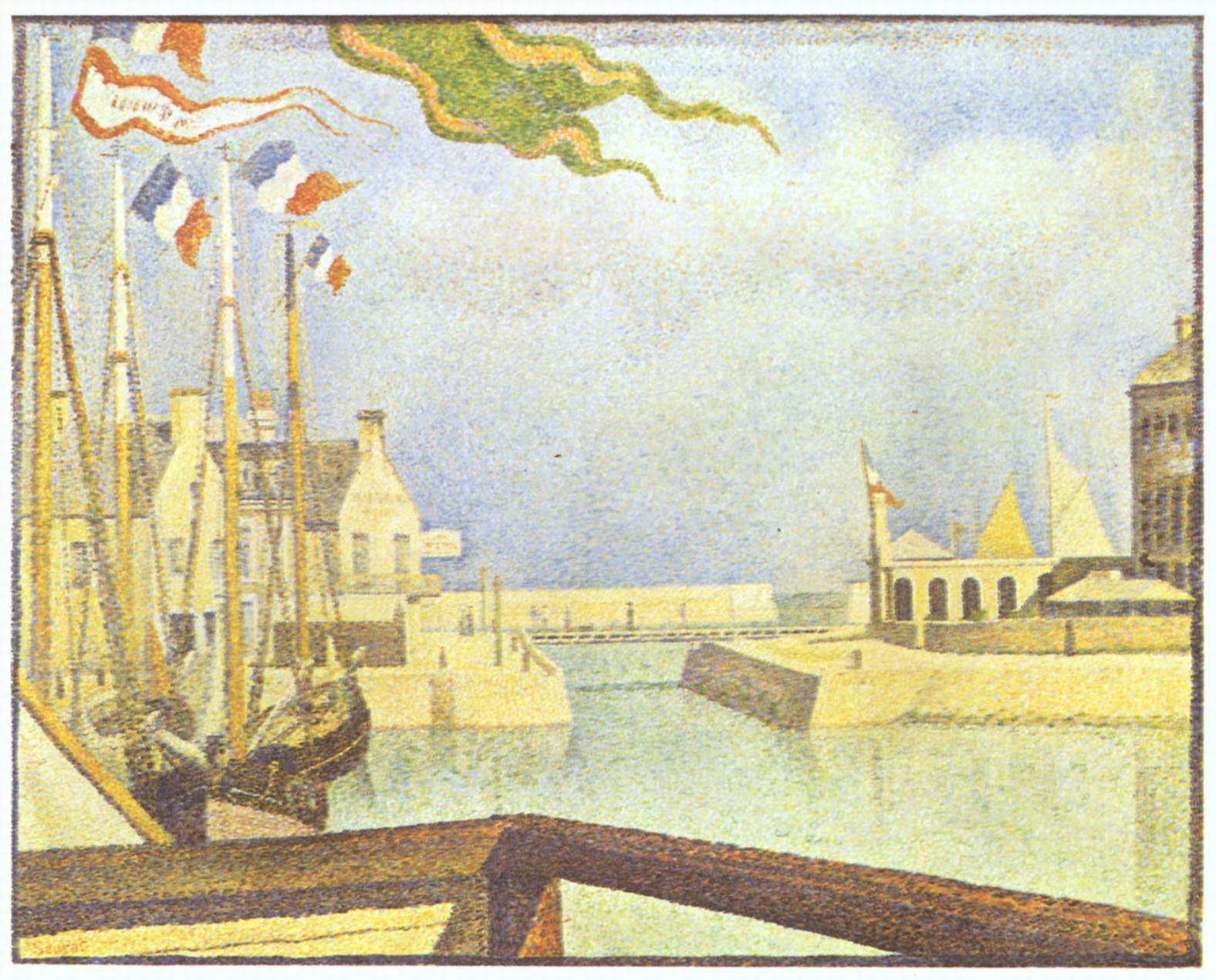
Dimanche, Port-en-Bessin, 1888 – Musée Kröller-Müller, Otterlo.